# Нерпа кільчаста саїмаанська
Нерпа кільчаста саїмаанська (Pusa hispida saimensis, фін. saimaannorppa) є підвидом кільчастої нерпи (Pusa hispida).
Вони є одними з найвразливіших тюленів в усьому світі, з загальною чисельністю популяції всього близько 260 особин . Єдина існуюча популяція цих нерп знайдено в озері Саїмаа, Фінляндія (звідси назва). Сьогоденна популяція є залишком популяції кільчастої нерпи, яка була відокремлена від інших популяцій, коли закінчився останній льодовиковий період.
Ця нерпа, разом з Ладозькою нерпою і байкальською нерпою, є одним з небагатьох видів сьогочасних тюленів, мешкаючих цілком у прісній воді.

## Зовнішність
Доросла саїмаанська кільчаста нерпа має між 85 і 160 см у довжину і важить від 40 до 90 кг; самців зазвичай більше, ніж самок. Має темно-сірий колір з сіро-чорні плями оточені білими кільцями. Хутро до долу світло сіре. Саїмська кільчаста нерпа найтемніша серед усіх нерп.

## Розмноження
Саїмаанська кільчаста нерпа стає зрілою у віці від 3 до 7 років. Вагітність триває 11 місяців. Їх цуцики народжуються розміром від 55 до 65 см, вагою 4 — 5 кг. Тривалість життя становить трохи більше 20 років. За нинішньою чисельністю популяції, народжується кожен рік між 30 і 60 (65 в 2004 році) цуценят, приблизно половина з яких досягне повноліття.

## Охорона
Початок охорони саїмаанської кільчастої нерпи становить 1955. У 1983 році чисельність популяції становила від 100 до 150 тюленів. У 2005, чисельність популяції становила близько 270, а в результаті двох несприятливих сезонів розмноження, 2006 і 2007, чисельність впала до 260. У 2019 році популяція збільшилася приблизно до 410 особин.
З метою захисту саїмаанської кільчастої нерпи, діє добровільне обмеження рибальства в зоні їх проживання. Найважливішою формою обмеження є заборона для рибальства з 15 квітня по кінець червня приблизно в 15 % площі озера. Але рівень смертності, залишається високою, за оцінками, 20-30 тюленів щорічно, причому більшість з них цуценят народжених того ж року.
Саїмаанська кільчаста нерпа живе наразі головним чином в двох фінських національних парках, Коловесі і Ліннансаарі.

## Ресурси Інтернету
- Ringed Seals
- Virtual Finland — Saimaa Ringed Seal